# Кривле-Илюшкино
Кривле-Илюшкино (баш. Керәүле-Илюшкин) — село в Куюргазинском районе Республики Башкортостан Российской Федерации. Административный центр Кривле-Илюшкинского сельсовета.

## География

### Географическое положение
Расстояние до:
- районного центра (Ермолаево): 23 км,
- ближайшей ж/д станции (Ермолаево): 23 км.

## История
В 2006 году село объединено с деревней Новознаменская 2-я с сохранением статуса села и наименования Кривле-Илюшкино (Закон Республики Башкортостан от 21.06.2006 г. № 329-З «О внесении изменений в административно-территориальное устройство Республики Башкортостан в связи с образованием, объединением, упразднением и изменением статуса населенных пунктов, переносом административных центров», ст. 6).

## Население
| 2002 | 2009 | 2010 |
| ---- | ---- | ---- |
| 601  | ↗677 | ↗678 |

Национальный состав
Согласно переписи 2002 года, преобладающая национальность — чуваши (77 %).